# Marco Scarpa
Marco Scarpa (Padova, 14 gennaio 1972) è un allenatore di calcio, dirigente sportivo ed ex calciatore italiano, di ruolo attaccante, allenatore in seconda della nazionale Under-17 italiana.

## Biografia
Nato a Padova, è laureato all'ISEF di Padova. È allenatore professionista di calcio Uefa Pro.. Ha la certificazione SICS Match Analyst-Video analista tattico.

## Carriera

### Giocatore
Muove i primi passi da calciatore nel settore giovanile del Chioggia Sottomarina. Dopo l'esordio in prima squadra (Serie D) e due stagioni, passa al Mestre in Eccellenza; qui disputa cinque stagioni vincendo due campionati consecutivi e passando nel calcio professionistico in Serie C2.
Nell'ottobre 1997 si trasferisce al Cittadella sempre in Serie C2, società nella quale rimarrà per sei anni e dove vince ancora il campionato nella finale play-off contro la Triestina. Dopo due anni di Serie C1, una nuova vittoria di campionato in finale play-off contro il Brescello lo porta a giocare in Serie B, categoria nella quale in due stagioni colleziona 44 presenze e sei reti; dopo la retrocessione del Cittadella e una nuova stagione in Serie C1, nell'agosto 2003 passa al Südtirol-Alto Adige in Serie C2 dove sfiora una nuova promozione perdendo la finale play-off contro la Cremonese.
Nel 2004 si trasferisce al Bassano Virtus in Serie D dove vince il campionato e lo Scudetto Nazionale. Dopo altri due anni a Bassano in Serie C2 con una semifinale play-off persa con il Lecco, scende in Eccellenza all'Edo Mestre dove arriva in finale play-off perdendo contro l'Albignasego; al termine di quella stagione, a 36 anni, la decisione di smettere con il calcio giocato.

### Allenatore
Inizia subito ad allenare nel 2008 gli Allievi regionali del Cittadella. L'anno successivo passa agli Allievi Nazionali guidandoli fino alle Final Eight Nazionali, prima volta nella storia di una squadra giovanile del Cittadella. Nel 2010 assume la guida del Chioggia-Sottomarina (Serie D), squadra della città in cui vive.
Nell'ottobre del 2022 consegue la licenza UEFA Pro, il massimo livello formativo per un allenatore e da agosto 2023 diventa vice-allenatore della Nazionale Under 20.
Il 1º agosto 2024 è stato nominato C.T. della nazionale Under-16 italiana. Il 17 luglio 2025, viene inserito con il ruolo di vice nello staff di Daniele Franceschini, neo ct della nazionale Under-17 italiana.

### Dirigente
Da settembre 2011  diventa osservatore federale per le nazionali giovanili, nello staff di Arrigo Sacchi e Maurizio Viscidi.
Da maggio 2012, entra nello Staff Tecnico della Nazionale A di Cesare Prandelli con l'incarico di osservatore dei calciatori italiani convocabili e di analisi tattica dei team avversari, partecipando al Campionato Europeo in Polonia-Ucraina 2012 (2ºposto), alla Confederetions Cup in Brasile 2013 (3ºposto) e ai Campionati del mondo in Brasile 2014.
Poi ha fatto parte dello staff tecnico del C.T. Antonio Conte, partecipando al Campionato Europeo in Francia 2016, e dello staff tecnico dei C.T. Gian Piero Ventura e Luigi Di Biagio.
Dal 2018 è nello staff tecnico del C.T Roberto Mancini, da ottobre 2020 assume l'incarico anche di Match Analyst e all'europeo 2021 è nello staff dell'Italia campione d’Europa; da agosto 2022 assume l'incarico anche di Collaboratore Tecnico.
Da agosto 2023 diventa vice-allenatore in Nazionale Under 20 e si occupa anche dello Scouting in Nazionale A con il nuovo C.T. Luciano Spalletti.
Dal 2013 collabora anche con il Settore Tecnico F.I.G.C. come docente di Tecnica e Tattica calcistica ai corsi Uefa C, corsi osservatori, corsi match analyst e corsi responsabili SG.

## Statistiche

### Statistiche da allenatore
Statistiche aggiornate al 30 giugno 2011.

#### Club
| Stagione        | Squadra              | Campionato      | Campionato | Campionato | Campionato | Campionato | Coppe nazionali | Coppe nazionali | Coppe nazionali | Coppe nazionali | Coppe nazionali | Coppe continentali | Coppe continentali | Coppe continentali | Coppe continentali | Coppe continentali | Altre coppe | Altre coppe | Altre coppe | Altre coppe | Altre coppe | Totale | Totale | Totale | Totale | % Vittorie | Piazzamento |
| Stagione        | Squadra              | Comp            | G          | V          | N          | P          | Comp            | G               | V               | N               | P               | Comp               | G                  | V                  | N                  | P                  | Comp        | G           | V           | N           | P           | G      | V      | N      | P      | %          | Piazzamento |
| --------------- | -------------------- | --------------- | ---------- | ---------- | ---------- | ---------- | --------------- | --------------- | --------------- | --------------- | --------------- | ------------------ | ------------------ | ------------------ | ------------------ | ------------------ | ----------- | ----------- | ----------- | ----------- | ----------- | ------ | ------ | ------ | ------ | ---------- | ----------- |
| 2010-2011       | Chioggia Sottomarina | D               | 34         | 10         | 12         | 12         | CI-D            | 5               | 4               | 0               | 1               | -                  | -                  | -                  | -                  | -                  | -           | -           | -           | -           | -           | 39     | 14     | 12     | 13     | 35,90      | 11°         |
| Totale carriera | Totale carriera      | Totale carriera | 34         | 10         | 12         | 12         |                 | 5               | 4               | 0               | 1               |                    | -                  | -                  | -                  | -                  |             | -           | -           | -           | -           | 39     | 14     | 12     | 13     | 35,90      |             |

#### Nazionale
| Squadra     | Naz               | dal            | al             | Record | Record | Record | Record     | Record | Record | Record | Record |
| G           | V                 | N              | P              | GF     | GS     | DR     | % Vittorie |        |        |        |        |
| ----------- | ----------------- | -------------- | -------------- | ------ | ------ | ------ | ---------- | ------ | ------ | ------ | ------ |
| Italia U-16 | Italia (bandiera) | 1º agosto 2024 | 17 luglio 2025 | 18     | 8      | 2      | 8          | 34     | 34     | +0     | 44,44  |
| Totale      | Totale            | Totale         | Totale         | 18     | 8      | 2      | 8          | 34     | 34     | −0     | 44,44  |

## Palmarès

### Giocatore

#### Club

##### Competizioni regionali
- Eccellenza: 1

Mestre: 1994-1995

##### Competizioni nazionali
- Campionato Nazionale Dilettanti: 2

Mestre: 1995-1996
Bassano: 2004-2005
- Scudetto Dilettanti: 1

Bassano: 2004-2005